# 岩鹪鹩
，是雀形目鹪鹩科的一种鸟类，属于单型的岩鹪鹩属（学名：Salpinctes）。
岩鹪鹩体重约16.37克，翼长约69毫米，喙宽度约2.9毫米，喙厚度约3.4毫米，嘴峰长约19.9毫米，跗蹠长约20.1毫米，尾长约55.6毫米。
岩鹪鹩是留鸟，栖息在岩石环境，它们是食肉动物，主要以昆虫、蜘蛛等陆生无脊椎动物为食。它们分布于加拿大南部、美国、墨西哥及中美洲。